# Гайдук (станция)
Га́йдук — железнодорожная станция Краснодарского региона Северо-Кавказской железной дороги, расположена в селе Гайдук, Краснодарский край, Россия.

## Пригородное сообщение по станции
По состоянию на июль 2023 года по станции курсируют следующие поезда пригородного сообщения:
| № поезда | Маршрут движения         | № поезда | Маршрут движения         |
| -------- | ------------------------ | -------- | ------------------------ |
| 6753     | Краснодар — Новороссийск | 6752     | Новороссийск — Краснодар |
| 6755     | Краснодар — Новороссийск | 6754     | Новороссийск — Краснодар |
| 6757     | Краснодар — Новороссийск | 6756     | Новороссийск — Краснодар |
| 6759     | Краснодар — Новороссийск | 6758     | Новороссийск — Краснодар |

## Дальнее следование по станции
По состоянию на июль 2023 года поезда дальнего следования на станции не останавливаются.